# Squadra d'Arozza
Nel folklore còrso, la Squadra d’Arozza (o anche d’Aroda o Mumma) era un corteo di fantasmi che terrorizzavano coloro si spostavano di notte in luoghi deserti, poco frequentati o vicino ai cimiteri.
La squadra di trapassati, quando incrociava un vivente, poteva offrirgli un cero  che se veniva accettato si trasformava nel braccio di un bambino in fiamme. Il malcapitato poteva difendersi da tale assalto ponendosi un coltello a serramanico tra i denti per evitare il bacio della morte.
I personaggi di questo triste corteo apparivano da lontano come persone normali in processione ma man mano che ci si avvicinava, i volti e le estremità perdevano di definizione.
Sull’origine del nome si pensa che derivi dal nome Erode, il malvagio re che alla nascita del Cristo aveva ordinato la Strage degli Innocenti; in tale modo si giustifica anche la presenza del braccio di un bambino in fiamme tra i loro attrezzi.